# 機動戦士ガンダム ジオンの再興
『機動戦士ガンダム ジオンの再興』（きどうせんしガンダム ジオンのさいこう）は、近藤和久によるガンダムシリーズを題材にした漫画。
本項では、続編作品『機動戦士ガンダム 新ジオンの再興』についても併せて記載する。

## 概要
本作は、1988年にニュータイプ100%コミックスとして単行本描き下ろし作品として発表された。時代背景的には、『機動戦士ガンダムΖΖ』の終わりから『機動戦士ガンダム 逆襲のシャア』の間が舞台の作品である。地上に残存していたジオン軍部隊が、ある作戦を実行するため、宇宙へ撤退する経緯が描かれている。また、近藤和久によるモビルスーツ (MS) の進化を独自解釈のもとでデザインしたメカニック群も特徴であり、オリジナルMSをはじめ、従来の設定とは異なる派生機が多数登場する。
のちに雑誌『ガンダムエース』2010年11月号から2011年6月号にかけて、続編作品『機動戦士ガンダム 新ジオンの再興』が連載された。

## 登場人物
フレデリック・F・ブラウン
階級は大尉。歴戦のベテランパイロット。指揮官としても優れ、各戦線においてその力を発揮するがニュータイプではない。
同作者のガンダム漫画作品では頻繁に登場するキャラクターでもある（MS戦記 機動戦士ガンダム0079外伝#概要を参照）。
ジ・OIIやブレッダに搭乗する。
ツィーマー
フーパー
バルクホルン
マイヤー
「シリウスの魔女」と呼ばれる、シュツルム・イエーガーやゲイ・ドライを駆る凄腕の女ニュータイプ。ブラウンとは腐れ縁がある模様。
クルツ
ウィルボトン基地攻略作戦の為に最新鋭MS部隊と共に派遣されたエースパイロット。サザビーに搭乗。
アリス、テレス
マイヤー率いるニュータイプ部隊「ケルベロス隊」の中でも、特に高い能力を持った双子のエースパイロット。ゲイ・ドライシュツルムに搭乗。

## 登場兵器

### ジオン軍
- MS-106 ハイザックB (HIZAK-B)

一年戦争後に連邦軍がリファインして製造した機体を、さらにネオ・ジオン軍が接収したもの。
- MS-106 ハイザックD 陸戦用強襲型 (HIZAK-D)

宇宙用だったB型を軽量化して、地上走行用のバーニアを強化したタイプ。
- MS-06D ディザート・ザク (DESERT ZAKU)
- MS-09E ドワッジE型 (DWADGE)

砂漠戦仕様に現地改修された「MS-09G ドワッジG型」のベース機体、ドム陸戦仕様の最終型とされる。肩アーマーはドムと同じだが、背面に大型プロペラントタンクと一体化した4連スラスター型バックパックを搭載している。
- - MS-09G ドワッジG型 (DWADGE)

一般的に『ドワッジ』という名称で知られる。現地改修により砂漠戦特化された機体。排熱や耐熱、防砂塵処理を施したため内装スペース不足解消で熱核ジェット推進器内蔵バックパックと機体を結ぶ「エネルギー伝達パイプ」がボディー肩部に露出している。背面腰部に横置き設置された追加プロペラントタンクは2層構造になっており、中心の推進剤タンクの外側を冷却材で囲っている。
- - MS-09K ドワッジK型 (DWADGE)[1]

『機動戦士ガンダムΖΖ』に登場したロンメル専用機『ドワッジ改（DOWADGE Custom）』のベースとなっている「MS-09H ドワッジH型」を更に発展改良した機体。排熱機構がG/H型より更に強化、機体背面に一体化している熱核ジェット推進器内蔵バックパックが大型化、ドワッジ背面腰部に横置きになっていた追加プロペラントタンクはH型では見当たらなくなっている。G型同様バックパック上面に一対の大型ブレードアンテナが設置されており、通信機能も強化されている。
- MS-108 マラサイE (MARASAI-E)

マラサイの初期製作タイプ。宇宙戦闘用。
- MS-108 マラサイG 陸戦用強化型 (MARASAI-G)

宇宙用だったE型の地上戦用タイプ。
- MS-108 マラサイH (MARASAI-H)

マラサイの寒冷地仕様。両肩が防寒用の丸いアーマーに取り替えられている。
- MS-108 マラサイS (MARASAI-S)

マラサイのスペシャルタイプ。装甲を極限まで外され重量軽減、肩部自由度の向上のため「お椀状の大型肩アーマー」に換装されるなど、『機動力特化』した結果、外見が通常のマラサイから遥かにかけ離れている。主に緊急事態での友軍機乗員救出用に用いられる。
- MS-109A/PMX-109A ゴブリンA (GOBLIN)

MSの絶対的不足に対して、『戦時急造型MS』として通常のMS製作コストの2/3で作成された機体。要塞での防衛、局地戦を想定して設計されたため、当時の一般MSより一回り小さい15ｍ級サイズとなり、ザクIIと同じジェネレーターを採用しながらも比較的重装甲となったお陰で戦地で現役で稼動する旧式MS群（ザク、グフ、ドムなど）に比べ高性能を発揮したため、直ちに量産化され各バリエーションが製作された。
100%コミックス版では「スツーカ」という名称であり、「ゴブリン」は通称であったが、角川コミックスA版では「ゴブリン」が正式名称となっている。
- MS-109D/PMX-109D ゴブリンD (GOBLIN)

ゴブリンのデザートタイプ。砂漠戦用に各部の防砂塵処理や排熱機構の能力向上が図られている他はスペックに違いは無い。
- AMS-119 ギラ・ドーガ (陸戦用重装型) (GERA-DOGA)

本作品のなかでは、マラサイの後継機種とされている。
- PMX-003 ジ・O II (THE-O II HAUER)
- PMX-005 ブレッダ (BREAD)
- ORX-005EX シュツルム・イエーガー (STURM JAGER)

ジオンが制空権を確保するために開発した制空用可変MS。単独で飛行可能。型番から察するとギャプランの流れを汲むものと考えられるが詳細は不明。
MSを一撃で撃破可能なガンポッド（実弾火器）を備え、誘導爆弾を搭載する事も可能。
『新ジオンの再興』では、ガンポッドを強化型メガキャノンに換装したガンドレッドタイプ（武装強化型）も登場している。
- MSN-04B サザビー (陸戦用重装型) (SAZABI)

一般指揮官にも使用できるように製作された実験機。そのためファンネル等のニュータイプ用の武装は装備されていない。
- MAN-010 ゲイ・ドライ (G-3)

ジオンが開発したニュータイプ用のMA。多数のビーム砲とファンネルを装備している。ファンネルはミサイルとしても使用可能で、この時代としては唯一誘導兵器を持つ機体である。
- MAN-010 ゲイ・ドライシュツルム (G-3II STURUM)

『新ジオンの再興』で登場したニュータイプ用MS。G-3を攻撃タイプに換装したもので、推力が増した為に突撃力に優れている。
大量のファンネルや、360°回転するビーム砲を12門搭載するほか、バインダー前部にシュツルムファウストの発射口を備える。
- AMX-003 ガザIII (GAZA-III)
- MA-05 ビグロ (BIGRO)

### 連邦軍
- RGM-79E ジムII陸戦型 (GMII)
- MSA-003 ネモ陸戦型  (NEMO)
- RGM-86T ジムIII陸戦用重装型  (GMIII)
- RGZ-91 リ・ガズィ (Re-GZ)
- A/FMSZ-007II 量産型Ζガンダム(大気圏内仕様)  (ZETA)

Ζガンダム (MSΖ-006) の量産型。連邦の規格に合うように再設計された機体。大気圏突入時にはウェイブライダー形態の飛行姿勢を上下逆にする。
『新ジオンの再興』では、バックパックやシールドなどを換装し、大型のキャノン砲を装備した長距離射撃用Ζガンダムや、円盤状のレーダーを備えた早期警戒管制機リコン・ゼータも登場している。
- RX-178B ガンダムMKII (陸戦用重装型) (GUNDAM Mk-IIB)

ガンダムMk-IIの陸戦型。脚部モジュールを破損から守る装甲パーツが大型化された一方、陸上戦闘では不要な『宇宙用のバーニア等』が排除されている。ガンダムタイプにしては量産されており、指揮官用の機体として大量に登場する。
- RGM-89T ジェガン(陸戦用重装型)  (JEGAN)
- PX-00531 試作型νガンダム (ν GUNDAM)

νガンダムの試験機。バランス確認のための機体のため、サイコミュシステムは搭載されていない。ちなみに「00531」は生産工場における製造番号。
- SSMS-010ZZ ΖΖガンダム(大気圏内仕様)  (DOUBLE ZETA)

単機城塞攻略用重MS。全長31mにも達する巨大モビルスーツ。別名“ジークフリート”。重爆撃機“Gフォートレス”に変形可能。
- RX-92LAS Gコマンダー

地上用MA。両腕のミサイルキャノンや全身に備えた二連装旋回ビーム砲、対空用ミサイルグレネードなど高い火力を備える。
また、重装甲である上にIフィールドバリアーにより、ビーム兵器を無力化するなど、高い防御能力も併せ持つ。
- RA-X  G-RAY

重武装された輸送用MA。単機での空中飛行が可能。MS一個小隊を積載可能なコンテナを搭載するほか、Gコマンダーを空輸する事も可能。
『新MS戦記』に登場したものとは形状が大きく異なり、ガンダム状の頭部などは備えていない。